# Xã Providence, Quận Hardin, Iowa
Xã Providence (tiếng Anh: Providence Township) là một xã thuộc quận Hardin, tiểu bang Iowa, Hoa Kỳ. Năm 2010, dân số của xã này là 445 người.